# 康正果
康正果，1944年7月2日出生于陕西省西安，祖籍陕西临潼，美籍华人，现居于美国康涅狄格州北港，中文教师、作家、文史研究者。
陕西师范大学文学硕士。曾执教西安交通大学，美国耶鲁大学。评论随笔散见大陆、港台和北美报刊。曾被《南方人物周刊》评为年度公共知识分子。

## 简历
- 康父在文革中幽愤而亡，康正果曾于1964年被陕西师大作为反动学生开除学籍，继而以“妄图与敌挂钩”罪名劳教三年，释放后长期在西安附近农村居住。
- 1979年平反后返回陕西师大读书。
- 1982年 陕西师范大学硕士毕业后在西安广播电视大学任教。
- 1984—1994年 在西安交通大学任教。
- 1994—2012年 在美国耶鲁大学任教。
- 2012年7月以senior lector emeritus从美国耶鲁大学退休在家，现为自由撰稿人。[3]

## 著作和译作
- 冈布里奇著：《艺术的故事》（与党晟合译），陕西美术出版社，1987。
- 《风骚与艳情》，1988年河南人民出版社初版；1991年台北云龙出版社繁体再版；2011年上海文艺出版社修订版。
- Aimee E. Liu著《爱·谎言·陷阱》（与萧瑗合译），台北旺文出版社，1993。
- 《女权主义与文学》，北京中国社会科学出版社，1994。
- 安妮·厄努著《只是恋情》，香港明窗出版社，1996。
- 《重审风月鉴》，1996年台北麦田出版社繁体版，1999年辽宁教育出版社简体版。
- 《交织的边缘》，台北东大图书公司，1998。
- 《鹿梦》，台北三民出版社，1999。
- 《身体和情欲》，上海文艺出版社，2011。
- 《生命的嫁接》，上海三联书店，2002。
- 《我的反动自述》，2004年香港明报出版社初版，2005年台北允晨文化更名《出中国记》再版。2007年英译本Confessions:Norton Press版；2011年意大利文译本出版。
- 《肉像与纸韵》，台北允晨文化，2006。
- 《平庸的恶》，台北秀威资讯科技，2011。
- 《百年中国的谱系叙述》，台北联经出版社，2011。
- 《還原毛共》，允晨文化，臺灣，2015。

## 家庭
- 祖父：康寄遥
- 父亲：康申生，抗战中毕业于西北农学院，为西安自来水公司创建人
- 侄：康乐